# Guerra Civil Afegã (1996–2001)
A fase da Guerra Civil do Afeganistão que durou de 1996 a 2001 começou quando os fundamentalistas do Talibã tomaram a capital do país, Cabul, e estabeleceram o chamado Emirado Islâmico Afegão. Seus rivais da Aliança do Norte permaneceram como o governo internacionalmente reconhecido, embora não exercesse controle sobre o país. O Emirado Talibã conseguiu reconhecimento apenas da Arábia Saudita, do Paquistão e dos Emirados Árabes Unidos. O ex ministro da defesa do Estado Islâmico do Afeganistão, Ahmad Shah Massoud, criou a chamada Frente Unida de Salvação como oposição aos extremistas no poder. A Aliança do Norte, como era conhecida, tinha em suas fileiras várias etnias afegãs como os tajiques, uzbeques, hazaras, turcomenos, alguns pachtuns e outros. Durante o conflito, os talibãs receberam auxílio militar paquistanês, além de apoio financeiro do governo saudita. De fato, combatentes do Paquistão foram enviados para o Afeganistão em algumas ocasiões, com vários batalhões se distribuindo pela fronteira e chegaram a combater militantes da Aliança do Norte. A organização terrorista Al Qaeda também apoiou os talibãs com vários combatentes estrangeiros de diversas nações árabes. Seu líder, Osama bin Laden, usou o país como base para orquestrar os atentados terroristas de 11 de setembro de 2001 em Nova Iorque, o que provocou uma resposta militar internacional. Em outubro do mesmo ano, forças dos Estados Unidos e de nações aliadas (da OTAN) invadiram o Afeganistão e derrubaram o Talibã do poder. Os fundamentalistas então iniciaram uma insurgência contra a força de ocupação estrangeira.